# Јагуар
Јагуар (лат. Panthera onca) је врста велике мачке и једини живи члан рода Panthera који је пореклом из Америкe. Са дужином тела до 1,85 м и тежином до 158 kg, највећа је мачка у Америци и трећа по величини у свету. Његово упадљиво прошарано крзно карактерише колоритом од бледожуте до смеђе боје прекривено пегама које прелазе у розете на боковима, иако се код неких јединки јавља меланистичко црно крзно. Јагуаров снажан угриз омогућава му да пробије оклопе корњача и да примени необичан метод убијања: директно угриз лобање сисара између ушију како би задао смртоносне повреде мозгу.
Претпоставља се да су преци савременог јагуара ушли у Америке из Евроазије током раног плеистоцена преко копненог моста који је некада постојао на месту данашњег Беринговог мореуза. Данас се ареал јагуара простире од југозападних Сједињених Америчких Држава преко Мексика и већег дела Централне Америке, Амазонске прашуме па све до Парагваја и северне Аргентине. Насељава различита шумска и отворена станишта, али његово преферирано станиште су тропске и суптропске влажне широколисне шуме, мочваре и шумовити региони. Одличан је пливач и углавном је самотњачки, опортунистички врхунски предатор који лови из заседе. Као кључна врста, игра важну улогу у стабилизацији екосистема и регулисању популација плена. Има ширу главу од леопарда, краће и снажније ноге, краћи реп и масивније је грађе од леопарда. Величина ове мачке зависи од популације до популације, и у вези је са стаништем које мачке насељавају. Најмањи јагуари живе у централној Америци, односно на просторима од Мексика до Колумбије, а највећи јагуари су настањени у јужном Бразилу, као и на просторима Парагваја и северне Аргентине. Јагуар има одлично чуло вида, као и слуха који му омогућава да прати плен. Види добро по дану, а такође има осетљив вид и ноћу, што му омогућава да лови на месечини, или под светлошћу звезда.
Јагуар је угрожен губитком и фрагментацијом станишта, криволовом због трговине деловима тела и убиствима у конфликтима између људи и дивљих животиња, посебно са сточарима у Централној и Јужној Америци. Од 2002. године наведен је као „врста близу угрожености“ на Црвеној листи IUCN-а. Сматра се да је дивља популација опала од краја 1990-их. Приоритетна подручја за очување јагуара обухватају 51 јединицу за очување јагуара (JCU), дефинисану као велика подручја насељена са најмање 50 јединки које се размножавају. Ове јединице налазе се у 36 географских региона од Мексика до Аргентине. Јагуар је имао истакнуту улогу у митологији домородачких народа Америка, укључујући цивилизације Астека и Маја.

## Етимологија
Реч „јагуар” је вероватно изведена од тупијскогваранске ријечи  што значи „дивља звер која савладава свој плен скоком”. Пошто се та реч односи и на друге животиње, међу староседиоцима у Гвајани познат је и као , са додатком суфикса , што значи „права звер”. Onca је изведена од португалске речи  за пегаву мачку која је већа од риса. Реч „пантер” потиче од класичнолатинске ријечи , а она од старогрчке речи πάνθηρ.

## Таксономија
Године 1758, Карл Лине је описао јагуара у свом раду Systema Naturae и дао му је научно име Felis onca. У 19. и 20. веку, неколико јагуарских типских узорака је формирало базу за описе подврста. Године 1939, Реџиналд Инс Покок је препознао осам подврста на бази географског порекла и морфологије лобање тих узорака. Покок није имао приступ довољном броју зоолошких узорака да критички процени статус њихових подврста, али је изразио сумњу о статусу неколико. Каснија разматрања његовог рада су произвела закључак о постојању само три подврсте. Опис P. o. palustris је базиран на фосилу, лобањи. Аутор референтне публикације Сисарске врсте света наводи девет подврста и обе P. o. palustris или P. o. paraguensis засебно.
Резултати морфолошких и генетичких истраживања индицирају постојање клиналне северно–јужне варијације између популација, али да нема евиденције о диференцијацији подврста. Једна накнадна, детаљнија студија је потврдила предвиђену популациону структуру у популацији јагуара у Колумбији.
Процењивачи врста IUCN црвене листе и чланови спедијалне групе за мачке не признају ни једну подврсту јагуара као валидну.

### Еволуција
Род Panthera је вероватно еволуирао у Азији пре између шест и десет милиона година. Сматра се да се јагуар одвојио од заједничког претка Panthera пре бар 1,5 милиона година и да је ушао на Амерички континент у раном плеистоцену преко Беринговог копненог моста, који се некад протезао преко Беринговиг мореуза. Резултати анализе јагуарове митохондријске ДНК индицирају да су врста еволуирала пре између 280.000 и 510.000 година. Њен непосредни предак је био Panthera onca augusta, који је био већи од садашњег јагуара.
Филогенетичке студије су генерално показале да је облачасти леопард (Neofelis nebulosa) базалан за ову групу.

### Филогенија
|  | Neofelis nebulosa |
|  |                   |
|  | Neofelis diardi   |
|  |                   |

|  | Panthera uncia     |
|  |                    |
|  | †Panthera blytheae |
|  |                    |

|  | †Panthera zdanskyi |
|  |                    |
|  | Panthera tigris    |
|  |                    |

|  | Panthera uncia     |
|  |                    |
|  | †Panthera blytheae |
|  |                    |

|  | †Panthera zdanskyi |
|  |                    |
|  | Panthera tigris    |
|  |                    |

|  | \| \| Panthera onca onca \| \| \| \| \| \| \| \| †Panthera onca augusta \| Panthera onca \| \| \| †Panthera onca augusta \| Panthera onca \| \| \| †Panthera onca mesembrina \| \| \| \| \| \| |               |
|  | |               |
|  | †Panthera balamoides |               |
|  | |               |
|  | †Panthera gombaszoegensis |               |
|  | |               |
|  | Panthera onca onca |               |
|  | |               |
|  | †Panthera onca augusta | Panthera onca |
|  | †Panthera onca augusta | Panthera onca |
|  | †Panthera onca mesembrina |               |
|  | |               |

|  | Panthera onca onca        |               |
|  |                           |               |
|  | †Panthera onca augusta    | Panthera onca |
|  | †Panthera onca augusta    | Panthera onca |
|  | †Panthera onca mesembrina |               |
|  |                           |               |

|  | †Panthera fossilis                                                                                       |
|  | |
|  | \| \| †Panthera spelaea \| \| \| \| \| \| †Panthera atrox \| \| \| \| \| \| †Panthera youngi \| \| \| \| |
|  | |
|  | †Panthera spelaea                                                                                        |
|  | |
|  | †Panthera atrox                                                                                          |
|  | |
|  | †Panthera youngi                                                                                         |
|  | |

|  | †Panthera spelaea |
|  |                   |
|  | †Panthera atrox   |
|  |                   |
|  | †Panthera youngi  |
|  |                   |

|  | †Panthera fossilis                                                                                       |
|  | |
|  | \| \| †Panthera spelaea \| \| \| \| \| \| †Panthera atrox \| \| \| \| \| \| †Panthera youngi \| \| \| \| |
|  | |
|  | †Panthera spelaea                                                                                        |
|  | |
|  | †Panthera atrox                                                                                          |
|  | |
|  | †Panthera youngi                                                                                         |
|  | |

|  | †Panthera spelaea |
|  |                   |
|  | †Panthera atrox   |
|  |                   |
|  | †Panthera youngi  |
|  |                   |

|  | †Panthera fossilis                                                                                       |
|  | |
|  | \| \| †Panthera spelaea \| \| \| \| \| \| †Panthera atrox \| \| \| \| \| \| †Panthera youngi \| \| \| \| |
|  | |
|  | †Panthera spelaea                                                                                        |
|  | |
|  | †Panthera atrox                                                                                          |
|  | |
|  | †Panthera youngi                                                                                         |
|  | |

|  | †Panthera spelaea |
|  |                   |
|  | †Panthera atrox   |
|  |                   |
|  | †Panthera youngi  |
|  |                   |

|  | †Panthera fossilis                                                                                       |
|  | |
|  | \| \| †Panthera spelaea \| \| \| \| \| \| †Panthera atrox \| \| \| \| \| \| †Panthera youngi \| \| \| \| |
|  | |
|  | †Panthera spelaea                                                                                        |
|  | |
|  | †Panthera atrox                                                                                          |
|  | |
|  | †Panthera youngi                                                                                         |
|  | |

|  | †Panthera spelaea |
|  |                   |
|  | †Panthera atrox   |
|  |                   |
|  | †Panthera youngi  |
|  |                   |

|  | †Panthera fossilis                                                                                       |
|  | |
|  | \| \| †Panthera spelaea \| \| \| \| \| \| †Panthera atrox \| \| \| \| \| \| †Panthera youngi \| \| \| \| |
|  | |
|  | †Panthera spelaea                                                                                        |
|  | |
|  | †Panthera atrox                                                                                          |
|  | |
|  | †Panthera youngi                                                                                         |
|  | |

|  | †Panthera spelaea |
|  |                   |
|  | †Panthera atrox   |
|  |                   |
|  | †Panthera youngi  |
|  |                   |

|  | †Panthera fossilis                                                                                       |
|  | |
|  | \| \| †Panthera spelaea \| \| \| \| \| \| †Panthera atrox \| \| \| \| \| \| †Panthera youngi \| \| \| \| |
|  | |
|  | †Panthera spelaea                                                                                        |
|  | |
|  | †Panthera atrox                                                                                          |
|  | |
|  | †Panthera youngi                                                                                         |
|  | |

|  | †Panthera spelaea |
|  |                   |
|  | †Panthera atrox   |
|  |                   |
|  | †Panthera youngi  |
|  |                   |

|  | †Panthera fossilis                                                                                       |
|  | |
|  | \| \| †Panthera spelaea \| \| \| \| \| \| †Panthera atrox \| \| \| \| \| \| †Panthera youngi \| \| \| \| |
|  | |
|  | †Panthera spelaea                                                                                        |
|  | |
|  | †Panthera atrox                                                                                          |
|  | |
|  | †Panthera youngi                                                                                         |
|  | |

|  | †Panthera spelaea |
|  |                   |
|  | †Panthera atrox   |
|  |                   |
|  | †Panthera youngi  |
|  |                   |

|  | †Panthera fossilis                                                                                       |
|  | |
|  | \| \| †Panthera spelaea \| \| \| \| \| \| †Panthera atrox \| \| \| \| \| \| †Panthera youngi \| \| \| \| |
|  | |
|  | †Panthera spelaea                                                                                        |
|  | |
|  | †Panthera atrox                                                                                          |
|  | |
|  | †Panthera youngi                                                                                         |
|  | |

|  | †Panthera spelaea |
|  |                   |
|  | †Panthera atrox   |
|  |                   |
|  | †Panthera youngi  |
|  |                   |

|  | \| \| Panthera onca onca \| \| \| \| \| \| \| \| †Panthera onca augusta \| Panthera onca \| \| \| †Panthera onca augusta \| Panthera onca \| \| \| †Panthera onca mesembrina \| \| \| \| \| \| |               |
|  | |               |
|  | †Panthera balamoides |               |
|  | |               |
|  | †Panthera gombaszoegensis |               |
|  | |               |
|  | Panthera onca onca |               |
|  | |               |
|  | †Panthera onca augusta | Panthera onca |
|  | †Panthera onca augusta | Panthera onca |
|  | †Panthera onca mesembrina |               |
|  | |               |

|  | Panthera onca onca        |               |
|  |                           |               |
|  | †Panthera onca augusta    | Panthera onca |
|  | †Panthera onca augusta    | Panthera onca |
|  | †Panthera onca mesembrina |               |
|  |                           |               |

|  | †Panthera fossilis                                                                                       |
|  | |
|  | \| \| †Panthera spelaea \| \| \| \| \| \| †Panthera atrox \| \| \| \| \| \| †Panthera youngi \| \| \| \| |
|  | |
|  | †Panthera spelaea                                                                                        |
|  | |
|  | †Panthera atrox                                                                                          |
|  | |
|  | †Panthera youngi                                                                                         |
|  | |

|  | †Panthera spelaea |
|  |                   |
|  | †Panthera atrox   |
|  |                   |
|  | †Panthera youngi  |
|  |                   |

|  | †Panthera fossilis                                                                                       |
|  | |
|  | \| \| †Panthera spelaea \| \| \| \| \| \| †Panthera atrox \| \| \| \| \| \| †Panthera youngi \| \| \| \| |
|  | |
|  | †Panthera spelaea                                                                                        |
|  | |
|  | †Panthera atrox                                                                                          |
|  | |
|  | †Panthera youngi                                                                                         |
|  | |

|  | †Panthera spelaea |
|  |                   |
|  | †Panthera atrox   |
|  |                   |
|  | †Panthera youngi  |
|  |                   |

|  | †Panthera fossilis                                                                                       |
|  | |
|  | \| \| †Panthera spelaea \| \| \| \| \| \| †Panthera atrox \| \| \| \| \| \| †Panthera youngi \| \| \| \| |
|  | |
|  | †Panthera spelaea                                                                                        |
|  | |
|  | †Panthera atrox                                                                                          |
|  | |
|  | †Panthera youngi                                                                                         |
|  | |

|  | †Panthera spelaea |
|  |                   |
|  | †Panthera atrox   |
|  |                   |
|  | †Panthera youngi  |
|  |                   |

|  | †Panthera fossilis                                                                                       |
|  | |
|  | \| \| †Panthera spelaea \| \| \| \| \| \| †Panthera atrox \| \| \| \| \| \| †Panthera youngi \| \| \| \| |
|  | |
|  | †Panthera spelaea                                                                                        |
|  | |
|  | †Panthera atrox                                                                                          |
|  | |
|  | †Panthera youngi                                                                                         |
|  | |

|  | †Panthera spelaea |
|  |                   |
|  | †Panthera atrox   |
|  |                   |
|  | †Panthera youngi  |
|  |                   |

|  | †Panthera fossilis                                                                                       |
|  | |
|  | \| \| †Panthera spelaea \| \| \| \| \| \| †Panthera atrox \| \| \| \| \| \| †Panthera youngi \| \| \| \| |
|  | |
|  | †Panthera spelaea                                                                                        |
|  | |
|  | †Panthera atrox                                                                                          |
|  | |
|  | †Panthera youngi                                                                                         |
|  | |

|  | †Panthera spelaea |
|  |                   |
|  | †Panthera atrox   |
|  |                   |
|  | †Panthera youngi  |
|  |                   |

|  | †Panthera fossilis                                                                                       |
|  | |
|  | \| \| †Panthera spelaea \| \| \| \| \| \| †Panthera atrox \| \| \| \| \| \| †Panthera youngi \| \| \| \| |
|  | |
|  | †Panthera spelaea                                                                                        |
|  | |
|  | †Panthera atrox                                                                                          |
|  | |
|  | †Panthera youngi                                                                                         |
|  | |

|  | †Panthera spelaea |
|  |                   |
|  | †Panthera atrox   |
|  |                   |
|  | †Panthera youngi  |
|  |                   |

|  | †Panthera fossilis                                                                                       |
|  | |
|  | \| \| †Panthera spelaea \| \| \| \| \| \| †Panthera atrox \| \| \| \| \| \| †Panthera youngi \| \| \| \| |
|  | |
|  | †Panthera spelaea                                                                                        |
|  | |
|  | †Panthera atrox                                                                                          |
|  | |
|  | †Panthera youngi                                                                                         |
|  | |

|  | †Panthera spelaea |
|  |                   |
|  | †Panthera atrox   |
|  |                   |
|  | †Panthera youngi  |
|  |                   |

|  | †Panthera fossilis                                                                                       |
|  | |
|  | \| \| †Panthera spelaea \| \| \| \| \| \| †Panthera atrox \| \| \| \| \| \| †Panthera youngi \| \| \| \| |
|  | |
|  | †Panthera spelaea                                                                                        |
|  | |
|  | †Panthera atrox                                                                                          |
|  | |
|  | †Panthera youngi                                                                                         |
|  | |

|  | †Panthera spelaea |
|  |                   |
|  | †Panthera atrox   |
|  |                   |
|  | †Panthera youngi  |
|  |                   |

|  | Panthera uncia     |
|  |                    |
|  | †Panthera blytheae |
|  |                    |

|  | †Panthera zdanskyi |
|  |                    |
|  | Panthera tigris    |
|  |                    |

|  | Panthera uncia     |
|  |                    |
|  | †Panthera blytheae |
|  |                    |

|  | †Panthera zdanskyi |
|  |                    |
|  | Panthera tigris    |
|  |                    |

|  | \| \| Panthera onca onca \| \| \| \| \| \| \| \| †Panthera onca augusta \| Panthera onca \| \| \| †Panthera onca augusta \| Panthera onca \| \| \| †Panthera onca mesembrina \| \| \| \| \| \| |               |
|  | |               |
|  | †Panthera balamoides |               |
|  | |               |
|  | †Panthera gombaszoegensis |               |
|  | |               |
|  | Panthera onca onca |               |
|  | |               |
|  | †Panthera onca augusta | Panthera onca |
|  | †Panthera onca augusta | Panthera onca |
|  | †Panthera onca mesembrina |               |
|  | |               |

|  | Panthera onca onca        |               |
|  |                           |               |
|  | †Panthera onca augusta    | Panthera onca |
|  | †Panthera onca augusta    | Panthera onca |
|  | †Panthera onca mesembrina |               |
|  |                           |               |

|  | †Panthera fossilis                                                                                       |
|  | |
|  | \| \| †Panthera spelaea \| \| \| \| \| \| †Panthera atrox \| \| \| \| \| \| †Panthera youngi \| \| \| \| |
|  | |
|  | †Panthera spelaea                                                                                        |
|  | |
|  | †Panthera atrox                                                                                          |
|  | |
|  | †Panthera youngi                                                                                         |
|  | |

|  | †Panthera spelaea |
|  |                   |
|  | †Panthera atrox   |
|  |                   |
|  | †Panthera youngi  |
|  |                   |

|  | †Panthera fossilis                                                                                       |
|  | |
|  | \| \| †Panthera spelaea \| \| \| \| \| \| †Panthera atrox \| \| \| \| \| \| †Panthera youngi \| \| \| \| |
|  | |
|  | †Panthera spelaea                                                                                        |
|  | |
|  | †Panthera atrox                                                                                          |
|  | |
|  | †Panthera youngi                                                                                         |
|  | |

|  | †Panthera spelaea |
|  |                   |
|  | †Panthera atrox   |
|  |                   |
|  | †Panthera youngi  |
|  |                   |

|  | †Panthera fossilis                                                                                       |
|  | |
|  | \| \| †Panthera spelaea \| \| \| \| \| \| †Panthera atrox \| \| \| \| \| \| †Panthera youngi \| \| \| \| |
|  | |
|  | †Panthera spelaea                                                                                        |
|  | |
|  | †Panthera atrox                                                                                          |
|  | |
|  | †Panthera youngi                                                                                         |
|  | |

|  | †Panthera spelaea |
|  |                   |
|  | †Panthera atrox   |
|  |                   |
|  | †Panthera youngi  |
|  |                   |

|  | †Panthera fossilis                                                                                       |
|  | |
|  | \| \| †Panthera spelaea \| \| \| \| \| \| †Panthera atrox \| \| \| \| \| \| †Panthera youngi \| \| \| \| |
|  | |
|  | †Panthera spelaea                                                                                        |
|  | |
|  | †Panthera atrox                                                                                          |
|  | |
|  | †Panthera youngi                                                                                         |
|  | |

|  | †Panthera spelaea |
|  |                   |
|  | †Panthera atrox   |
|  |                   |
|  | †Panthera youngi  |
|  |                   |

|  | †Panthera fossilis                                                                                       |
|  | |
|  | \| \| †Panthera spelaea \| \| \| \| \| \| †Panthera atrox \| \| \| \| \| \| †Panthera youngi \| \| \| \| |
|  | |
|  | †Panthera spelaea                                                                                        |
|  | |
|  | †Panthera atrox                                                                                          |
|  | |
|  | †Panthera youngi                                                                                         |
|  | |

|  | †Panthera spelaea |
|  |                   |
|  | †Panthera atrox   |
|  |                   |
|  | †Panthera youngi  |
|  |                   |

|  | †Panthera fossilis                                                                                       |
|  | |
|  | \| \| †Panthera spelaea \| \| \| \| \| \| †Panthera atrox \| \| \| \| \| \| †Panthera youngi \| \| \| \| |
|  | |
|  | †Panthera spelaea                                                                                        |
|  | |
|  | †Panthera atrox                                                                                          |
|  | |
|  | †Panthera youngi                                                                                         |
|  | |

|  | †Panthera spelaea |
|  |                   |
|  | †Panthera atrox   |
|  |                   |
|  | †Panthera youngi  |
|  |                   |

|  | †Panthera fossilis                                                                                       |
|  | |
|  | \| \| †Panthera spelaea \| \| \| \| \| \| †Panthera atrox \| \| \| \| \| \| †Panthera youngi \| \| \| \| |
|  | |
|  | †Panthera spelaea                                                                                        |
|  | |
|  | †Panthera atrox                                                                                          |
|  | |
|  | †Panthera youngi                                                                                         |
|  | |

|  | †Panthera spelaea |
|  |                   |
|  | †Panthera atrox   |
|  |                   |
|  | †Panthera youngi  |
|  |                   |

|  | †Panthera fossilis                                                                                       |
|  | |
|  | \| \| †Panthera spelaea \| \| \| \| \| \| †Panthera atrox \| \| \| \| \| \| †Panthera youngi \| \| \| \| |
|  | |
|  | †Panthera spelaea                                                                                        |
|  | |
|  | †Panthera atrox                                                                                          |
|  | |
|  | †Panthera youngi                                                                                         |
|  | |

|  | †Panthera spelaea |
|  |                   |
|  | †Panthera atrox   |
|  |                   |
|  | †Panthera youngi  |
|  |                   |

|  | \| \| Panthera onca onca \| \| \| \| \| \| \| \| †Panthera onca augusta \| Panthera onca \| \| \| †Panthera onca augusta \| Panthera onca \| \| \| †Panthera onca mesembrina \| \| \| \| \| \| |               |
|  | |               |
|  | †Panthera balamoides |               |
|  | |               |
|  | †Panthera gombaszoegensis |               |
|  | |               |
|  | Panthera onca onca |               |
|  | |               |
|  | †Panthera onca augusta | Panthera onca |
|  | †Panthera onca augusta | Panthera onca |
|  | †Panthera onca mesembrina |               |
|  | |               |

|  | Panthera onca onca        |               |
|  |                           |               |
|  | †Panthera onca augusta    | Panthera onca |
|  | †Panthera onca augusta    | Panthera onca |
|  | †Panthera onca mesembrina |               |
|  |                           |               |

|  | †Panthera fossilis                                                                                       |
|  | |
|  | \| \| †Panthera spelaea \| \| \| \| \| \| †Panthera atrox \| \| \| \| \| \| †Panthera youngi \| \| \| \| |
|  | |
|  | †Panthera spelaea                                                                                        |
|  | |
|  | †Panthera atrox                                                                                          |
|  | |
|  | †Panthera youngi                                                                                         |
|  | |

|  | †Panthera spelaea |
|  |                   |
|  | †Panthera atrox   |
|  |                   |
|  | †Panthera youngi  |
|  |                   |

|  | †Panthera fossilis                                                                                       |
|  | |
|  | \| \| †Panthera spelaea \| \| \| \| \| \| †Panthera atrox \| \| \| \| \| \| †Panthera youngi \| \| \| \| |
|  | |
|  | †Panthera spelaea                                                                                        |
|  | |
|  | †Panthera atrox                                                                                          |
|  | |
|  | †Panthera youngi                                                                                         |
|  | |

|  | †Panthera spelaea |
|  |                   |
|  | †Panthera atrox   |
|  |                   |
|  | †Panthera youngi  |
|  |                   |

|  | †Panthera fossilis                                                                                       |
|  | |
|  | \| \| †Panthera spelaea \| \| \| \| \| \| †Panthera atrox \| \| \| \| \| \| †Panthera youngi \| \| \| \| |
|  | |
|  | †Panthera spelaea                                                                                        |
|  | |
|  | †Panthera atrox                                                                                          |
|  | |
|  | †Panthera youngi                                                                                         |
|  | |

|  | †Panthera spelaea |
|  |                   |
|  | †Panthera atrox   |
|  |                   |
|  | †Panthera youngi  |
|  |                   |

|  | †Panthera fossilis                                                                                       |
|  | |
|  | \| \| †Panthera spelaea \| \| \| \| \| \| †Panthera atrox \| \| \| \| \| \| †Panthera youngi \| \| \| \| |
|  | |
|  | †Panthera spelaea                                                                                        |
|  | |
|  | †Panthera atrox                                                                                          |
|  | |
|  | †Panthera youngi                                                                                         |
|  | |

|  | †Panthera spelaea |
|  |                   |
|  | †Panthera atrox   |
|  |                   |
|  | †Panthera youngi  |
|  |                   |

|  | †Panthera fossilis                                                                                       |
|  | |
|  | \| \| †Panthera spelaea \| \| \| \| \| \| †Panthera atrox \| \| \| \| \| \| †Panthera youngi \| \| \| \| |
|  | |
|  | †Panthera spelaea                                                                                        |
|  | |
|  | †Panthera atrox                                                                                          |
|  | |
|  | †Panthera youngi                                                                                         |
|  | |

|  | †Panthera spelaea |
|  |                   |
|  | †Panthera atrox   |
|  |                   |
|  | †Panthera youngi  |
|  |                   |

|  | †Panthera fossilis                                                                                       |
|  | |
|  | \| \| †Panthera spelaea \| \| \| \| \| \| †Panthera atrox \| \| \| \| \| \| †Panthera youngi \| \| \| \| |
|  | |
|  | †Panthera spelaea                                                                                        |
|  | |
|  | †Panthera atrox                                                                                          |
|  | |
|  | †Panthera youngi                                                                                         |
|  | |

|  | †Panthera spelaea |
|  |                   |
|  | †Panthera atrox   |
|  |                   |
|  | †Panthera youngi  |
|  |                   |

|  | †Panthera fossilis                                                                                       |
|  | |
|  | \| \| †Panthera spelaea \| \| \| \| \| \| †Panthera atrox \| \| \| \| \| \| †Panthera youngi \| \| \| \| |
|  | |
|  | †Panthera spelaea                                                                                        |
|  | |
|  | †Panthera atrox                                                                                          |
|  | |
|  | †Panthera youngi                                                                                         |
|  | |

|  | †Panthera spelaea |
|  |                   |
|  | †Panthera atrox   |
|  |                   |
|  | †Panthera youngi  |
|  |                   |

|  | †Panthera fossilis                                                                                       |
|  | |
|  | \| \| †Panthera spelaea \| \| \| \| \| \| †Panthera atrox \| \| \| \| \| \| †Panthera youngi \| \| \| \| |
|  | |
|  | †Panthera spelaea                                                                                        |
|  | |
|  | †Panthera atrox                                                                                          |
|  | |
|  | †Panthera youngi                                                                                         |
|  | |

|  | †Panthera spelaea |
|  |                   |
|  | †Panthera atrox   |
|  |                   |
|  | †Panthera youngi  |
|  |                   |

|  | Neofelis nebulosa |
|  |                   |
|  | Neofelis diardi   |
|  |                   |

|  | Panthera uncia     |
|  |                    |
|  | †Panthera blytheae |
|  |                    |

|  | †Panthera zdanskyi |
|  |                    |
|  | Panthera tigris    |
|  |                    |

|  | Panthera uncia     |
|  |                    |
|  | †Panthera blytheae |
|  |                    |

|  | †Panthera zdanskyi |
|  |                    |
|  | Panthera tigris    |
|  |                    |

|  | \| \| Panthera onca onca \| \| \| \| \| \| \| \| †Panthera onca augusta \| Panthera onca \| \| \| †Panthera onca augusta \| Panthera onca \| \| \| †Panthera onca mesembrina \| \| \| \| \| \| |               |
|  | |               |
|  | †Panthera balamoides |               |
|  | |               |
|  | †Panthera gombaszoegensis |               |
|  | |               |
|  | Panthera onca onca |               |
|  | |               |
|  | †Panthera onca augusta | Panthera onca |
|  | †Panthera onca augusta | Panthera onca |
|  | †Panthera onca mesembrina |               |
|  | |               |

|  | Panthera onca onca        |               |
|  |                           |               |
|  | †Panthera onca augusta    | Panthera onca |
|  | †Panthera onca augusta    | Panthera onca |
|  | †Panthera onca mesembrina |               |
|  |                           |               |

|  | †Panthera fossilis                                                                                       |
|  | |
|  | \| \| †Panthera spelaea \| \| \| \| \| \| †Panthera atrox \| \| \| \| \| \| †Panthera youngi \| \| \| \| |
|  | |
|  | †Panthera spelaea                                                                                        |
|  | |
|  | †Panthera atrox                                                                                          |
|  | |
|  | †Panthera youngi                                                                                         |
|  | |

|  | †Panthera spelaea |
|  |                   |
|  | †Panthera atrox   |
|  |                   |
|  | †Panthera youngi  |
|  |                   |

|  | †Panthera fossilis                                                                                       |
|  | |
|  | \| \| †Panthera spelaea \| \| \| \| \| \| †Panthera atrox \| \| \| \| \| \| †Panthera youngi \| \| \| \| |
|  | |
|  | †Panthera spelaea                                                                                        |
|  | |
|  | †Panthera atrox                                                                                          |
|  | |
|  | †Panthera youngi                                                                                         |
|  | |

|  | †Panthera spelaea |
|  |                   |
|  | †Panthera atrox   |
|  |                   |
|  | †Panthera youngi  |
|  |                   |

|  | †Panthera fossilis                                                                                       |
|  | |
|  | \| \| †Panthera spelaea \| \| \| \| \| \| †Panthera atrox \| \| \| \| \| \| †Panthera youngi \| \| \| \| |
|  | |
|  | †Panthera spelaea                                                                                        |
|  | |
|  | †Panthera atrox                                                                                          |
|  | |
|  | †Panthera youngi                                                                                         |
|  | |

|  | †Panthera spelaea |
|  |                   |
|  | †Panthera atrox   |
|  |                   |
|  | †Panthera youngi  |
|  |                   |

|  | †Panthera fossilis                                                                                       |
|  | |
|  | \| \| †Panthera spelaea \| \| \| \| \| \| †Panthera atrox \| \| \| \| \| \| †Panthera youngi \| \| \| \| |
|  | |
|  | †Panthera spelaea                                                                                        |
|  | |
|  | †Panthera atrox                                                                                          |
|  | |
|  | †Panthera youngi                                                                                         |
|  | |

|  | †Panthera spelaea |
|  |                   |
|  | †Panthera atrox   |
|  |                   |
|  | †Panthera youngi  |
|  |                   |

|  | †Panthera fossilis                                                                                       |
|  | |
|  | \| \| †Panthera spelaea \| \| \| \| \| \| †Panthera atrox \| \| \| \| \| \| †Panthera youngi \| \| \| \| |
|  | |
|  | †Panthera spelaea                                                                                        |
|  | |
|  | †Panthera atrox                                                                                          |
|  | |
|  | †Panthera youngi                                                                                         |
|  | |

|  | †Panthera spelaea |
|  |                   |
|  | †Panthera atrox   |
|  |                   |
|  | †Panthera youngi  |
|  |                   |

|  | †Panthera fossilis                                                                                       |
|  | |
|  | \| \| †Panthera spelaea \| \| \| \| \| \| †Panthera atrox \| \| \| \| \| \| †Panthera youngi \| \| \| \| |
|  | |
|  | †Panthera spelaea                                                                                        |
|  | |
|  | †Panthera atrox                                                                                          |
|  | |
|  | †Panthera youngi                                                                                         |
|  | |

|  | †Panthera spelaea |
|  |                   |
|  | †Panthera atrox   |
|  |                   |
|  | †Panthera youngi  |
|  |                   |

|  | †Panthera fossilis                                                                                       |
|  | |
|  | \| \| †Panthera spelaea \| \| \| \| \| \| †Panthera atrox \| \| \| \| \| \| †Panthera youngi \| \| \| \| |
|  | |
|  | †Panthera spelaea                                                                                        |
|  | |
|  | †Panthera atrox                                                                                          |
|  | |
|  | †Panthera youngi                                                                                         |
|  | |

|  | †Panthera spelaea |
|  |                   |
|  | †Panthera atrox   |
|  |                   |
|  | †Panthera youngi  |
|  |                   |

|  | †Panthera fossilis                                                                                       |
|  | |
|  | \| \| †Panthera spelaea \| \| \| \| \| \| †Panthera atrox \| \| \| \| \| \| †Panthera youngi \| \| \| \| |
|  | |
|  | †Panthera spelaea                                                                                        |
|  | |
|  | †Panthera atrox                                                                                          |
|  | |
|  | †Panthera youngi                                                                                         |
|  | |

|  | †Panthera spelaea |
|  |                   |
|  | †Panthera atrox   |
|  |                   |
|  | †Panthera youngi  |
|  |                   |

|  | \| \| Panthera onca onca \| \| \| \| \| \| \| \| †Panthera onca augusta \| Panthera onca \| \| \| †Panthera onca augusta \| Panthera onca \| \| \| †Panthera onca mesembrina \| \| \| \| \| \| |               |
|  | |               |
|  | †Panthera balamoides |               |
|  | |               |
|  | †Panthera gombaszoegensis |               |
|  | |               |
|  | Panthera onca onca |               |
|  | |               |
|  | †Panthera onca augusta | Panthera onca |
|  | †Panthera onca augusta | Panthera onca |
|  | †Panthera onca mesembrina |               |
|  | |               |

|  | Panthera onca onca        |               |
|  |                           |               |
|  | †Panthera onca augusta    | Panthera onca |
|  | †Panthera onca augusta    | Panthera onca |
|  | †Panthera onca mesembrina |               |
|  |                           |               |

|  | †Panthera fossilis                                                                                       |
|  | |
|  | \| \| †Panthera spelaea \| \| \| \| \| \| †Panthera atrox \| \| \| \| \| \| †Panthera youngi \| \| \| \| |
|  | |
|  | †Panthera spelaea                                                                                        |
|  | |
|  | †Panthera atrox                                                                                          |
|  | |
|  | †Panthera youngi                                                                                         |
|  | |

|  | †Panthera spelaea |
|  |                   |
|  | †Panthera atrox   |
|  |                   |
|  | †Panthera youngi  |
|  |                   |

|  | †Panthera fossilis                                                                                       |
|  | |
|  | \| \| †Panthera spelaea \| \| \| \| \| \| †Panthera atrox \| \| \| \| \| \| †Panthera youngi \| \| \| \| |
|  | |
|  | †Panthera spelaea                                                                                        |
|  | |
|  | †Panthera atrox                                                                                          |
|  | |
|  | †Panthera youngi                                                                                         |
|  | |

|  | †Panthera spelaea |
|  |                   |
|  | †Panthera atrox   |
|  |                   |
|  | †Panthera youngi  |
|  |                   |

|  | †Panthera fossilis                                                                                       |
|  | |
|  | \| \| †Panthera spelaea \| \| \| \| \| \| †Panthera atrox \| \| \| \| \| \| †Panthera youngi \| \| \| \| |
|  | |
|  | †Panthera spelaea                                                                                        |
|  | |
|  | †Panthera atrox                                                                                          |
|  | |
|  | †Panthera youngi                                                                                         |
|  | |

|  | †Panthera spelaea |
|  |                   |
|  | †Panthera atrox   |
|  |                   |
|  | †Panthera youngi  |
|  |                   |

|  | †Panthera fossilis                                                                                       |
|  | |
|  | \| \| †Panthera spelaea \| \| \| \| \| \| †Panthera atrox \| \| \| \| \| \| †Panthera youngi \| \| \| \| |
|  | |
|  | †Panthera spelaea                                                                                        |
|  | |
|  | †Panthera atrox                                                                                          |
|  | |
|  | †Panthera youngi                                                                                         |
|  | |

|  | †Panthera spelaea |
|  |                   |
|  | †Panthera atrox   |
|  |                   |
|  | †Panthera youngi  |
|  |                   |

|  | †Panthera fossilis                                                                                       |
|  | |
|  | \| \| †Panthera spelaea \| \| \| \| \| \| †Panthera atrox \| \| \| \| \| \| †Panthera youngi \| \| \| \| |
|  | |
|  | †Panthera spelaea                                                                                        |
|  | |
|  | †Panthera atrox                                                                                          |
|  | |
|  | †Panthera youngi                                                                                         |
|  | |

|  | †Panthera spelaea |
|  |                   |
|  | †Panthera atrox   |
|  |                   |
|  | †Panthera youngi  |
|  |                   |

|  | †Panthera fossilis                                                                                       |
|  | |
|  | \| \| †Panthera spelaea \| \| \| \| \| \| †Panthera atrox \| \| \| \| \| \| †Panthera youngi \| \| \| \| |
|  | |
|  | †Panthera spelaea                                                                                        |
|  | |
|  | †Panthera atrox                                                                                          |
|  | |
|  | †Panthera youngi                                                                                         |
|  | |

|  | †Panthera spelaea |
|  |                   |
|  | †Panthera atrox   |
|  |                   |
|  | †Panthera youngi  |
|  |                   |

|  | †Panthera fossilis                                                                                       |
|  | |
|  | \| \| †Panthera spelaea \| \| \| \| \| \| †Panthera atrox \| \| \| \| \| \| †Panthera youngi \| \| \| \| |
|  | |
|  | †Panthera spelaea                                                                                        |
|  | |
|  | †Panthera atrox                                                                                          |
|  | |
|  | †Panthera youngi                                                                                         |
|  | |

|  | †Panthera spelaea |
|  |                   |
|  | †Panthera atrox   |
|  |                   |
|  | †Panthera youngi  |
|  |                   |

|  | †Panthera fossilis                                                                                       |
|  | |
|  | \| \| †Panthera spelaea \| \| \| \| \| \| †Panthera atrox \| \| \| \| \| \| †Panthera youngi \| \| \| \| |
|  | |
|  | †Panthera spelaea                                                                                        |
|  | |
|  | †Panthera atrox                                                                                          |
|  | |
|  | †Panthera youngi                                                                                         |
|  | |

|  | †Panthera spelaea |
|  |                   |
|  | †Panthera atrox   |
|  |                   |
|  | †Panthera youngi  |
|  |                   |

|  | Panthera uncia     |
|  |                    |
|  | †Panthera blytheae |
|  |                    |

|  | †Panthera zdanskyi |
|  |                    |
|  | Panthera tigris    |
|  |                    |

|  | Panthera uncia     |
|  |                    |
|  | †Panthera blytheae |
|  |                    |

|  | †Panthera zdanskyi |
|  |                    |
|  | Panthera tigris    |
|  |                    |

|  | \| \| Panthera onca onca \| \| \| \| \| \| \| \| †Panthera onca augusta \| Panthera onca \| \| \| †Panthera onca augusta \| Panthera onca \| \| \| †Panthera onca mesembrina \| \| \| \| \| \| |               |
|  | |               |
|  | †Panthera balamoides |               |
|  | |               |
|  | †Panthera gombaszoegensis |               |
|  | |               |
|  | Panthera onca onca |               |
|  | |               |
|  | †Panthera onca augusta | Panthera onca |
|  | †Panthera onca augusta | Panthera onca |
|  | †Panthera onca mesembrina |               |
|  | |               |

|  | Panthera onca onca        |               |
|  |                           |               |
|  | †Panthera onca augusta    | Panthera onca |
|  | †Panthera onca augusta    | Panthera onca |
|  | †Panthera onca mesembrina |               |
|  |                           |               |

|  | †Panthera fossilis                                                                                       |
|  | |
|  | \| \| †Panthera spelaea \| \| \| \| \| \| †Panthera atrox \| \| \| \| \| \| †Panthera youngi \| \| \| \| |
|  | |
|  | †Panthera spelaea                                                                                        |
|  | |
|  | †Panthera atrox                                                                                          |
|  | |
|  | †Panthera youngi                                                                                         |
|  | |

|  | †Panthera spelaea |
|  |                   |
|  | †Panthera atrox   |
|  |                   |
|  | †Panthera youngi  |
|  |                   |

|  | †Panthera fossilis                                                                                       |
|  | |
|  | \| \| †Panthera spelaea \| \| \| \| \| \| †Panthera atrox \| \| \| \| \| \| †Panthera youngi \| \| \| \| |
|  | |
|  | †Panthera spelaea                                                                                        |
|  | |
|  | †Panthera atrox                                                                                          |
|  | |
|  | †Panthera youngi                                                                                         |
|  | |

|  | †Panthera spelaea |
|  |                   |
|  | †Panthera atrox   |
|  |                   |
|  | †Panthera youngi  |
|  |                   |

|  | †Panthera fossilis                                                                                       |
|  | |
|  | \| \| †Panthera spelaea \| \| \| \| \| \| †Panthera atrox \| \| \| \| \| \| †Panthera youngi \| \| \| \| |
|  | |
|  | †Panthera spelaea                                                                                        |
|  | |
|  | †Panthera atrox                                                                                          |
|  | |
|  | †Panthera youngi                                                                                         |
|  | |

|  | †Panthera spelaea |
|  |                   |
|  | †Panthera atrox   |
|  |                   |
|  | †Panthera youngi  |
|  |                   |

|  | †Panthera fossilis                                                                                       |
|  | |
|  | \| \| †Panthera spelaea \| \| \| \| \| \| †Panthera atrox \| \| \| \| \| \| †Panthera youngi \| \| \| \| |
|  | |
|  | †Panthera spelaea                                                                                        |
|  | |
|  | †Panthera atrox                                                                                          |
|  | |
|  | †Panthera youngi                                                                                         |
|  | |

|  | †Panthera spelaea |
|  |                   |
|  | †Panthera atrox   |
|  |                   |
|  | †Panthera youngi  |
|  |                   |

|  | †Panthera fossilis                                                                                       |
|  | |
|  | \| \| †Panthera spelaea \| \| \| \| \| \| †Panthera atrox \| \| \| \| \| \| †Panthera youngi \| \| \| \| |
|  | |
|  | †Panthera spelaea                                                                                        |
|  | |
|  | †Panthera atrox                                                                                          |
|  | |
|  | †Panthera youngi                                                                                         |
|  | |

|  | †Panthera spelaea |
|  |                   |
|  | †Panthera atrox   |
|  |                   |
|  | †Panthera youngi  |
|  |                   |

|  | †Panthera fossilis                                                                                       |
|  | |
|  | \| \| †Panthera spelaea \| \| \| \| \| \| †Panthera atrox \| \| \| \| \| \| †Panthera youngi \| \| \| \| |
|  | |
|  | †Panthera spelaea                                                                                        |
|  | |
|  | †Panthera atrox                                                                                          |
|  | |
|  | †Panthera youngi                                                                                         |
|  | |

|  | †Panthera spelaea |
|  |                   |
|  | †Panthera atrox   |
|  |                   |
|  | †Panthera youngi  |
|  |                   |

|  | †Panthera fossilis                                                                                       |
|  | |
|  | \| \| †Panthera spelaea \| \| \| \| \| \| †Panthera atrox \| \| \| \| \| \| †Panthera youngi \| \| \| \| |
|  | |
|  | †Panthera spelaea                                                                                        |
|  | |
|  | †Panthera atrox                                                                                          |
|  | |
|  | †Panthera youngi                                                                                         |
|  | |

|  | †Panthera spelaea |
|  |                   |
|  | †Panthera atrox   |
|  |                   |
|  | †Panthera youngi  |
|  |                   |

|  | †Panthera fossilis                                                                                       |
|  | |
|  | \| \| †Panthera spelaea \| \| \| \| \| \| †Panthera atrox \| \| \| \| \| \| †Panthera youngi \| \| \| \| |
|  | |
|  | †Panthera spelaea                                                                                        |
|  | |
|  | †Panthera atrox                                                                                          |
|  | |
|  | †Panthera youngi                                                                                         |
|  | |

|  | †Panthera spelaea |
|  |                   |
|  | †Panthera atrox   |
|  |                   |
|  | †Panthera youngi  |
|  |                   |

|  | \| \| Panthera onca onca \| \| \| \| \| \| \| \| †Panthera onca augusta \| Panthera onca \| \| \| †Panthera onca augusta \| Panthera onca \| \| \| †Panthera onca mesembrina \| \| \| \| \| \| |               |
|  | |               |
|  | †Panthera balamoides |               |
|  | |               |
|  | †Panthera gombaszoegensis |               |
|  | |               |
|  | Panthera onca onca |               |
|  | |               |
|  | †Panthera onca augusta | Panthera onca |
|  | †Panthera onca augusta | Panthera onca |
|  | †Panthera onca mesembrina |               |
|  | |               |

|  | Panthera onca onca        |               |
|  |                           |               |
|  | †Panthera onca augusta    | Panthera onca |
|  | †Panthera onca augusta    | Panthera onca |
|  | †Panthera onca mesembrina |               |
|  |                           |               |

|  | †Panthera fossilis                                                                                       |
|  | |
|  | \| \| †Panthera spelaea \| \| \| \| \| \| †Panthera atrox \| \| \| \| \| \| †Panthera youngi \| \| \| \| |
|  | |
|  | †Panthera spelaea                                                                                        |
|  | |
|  | †Panthera atrox                                                                                          |
|  | |
|  | †Panthera youngi                                                                                         |
|  | |

|  | †Panthera spelaea |
|  |                   |
|  | †Panthera atrox   |
|  |                   |
|  | †Panthera youngi  |
|  |                   |

|  | †Panthera fossilis                                                                                       |
|  | |
|  | \| \| †Panthera spelaea \| \| \| \| \| \| †Panthera atrox \| \| \| \| \| \| †Panthera youngi \| \| \| \| |
|  | |
|  | †Panthera spelaea                                                                                        |
|  | |
|  | †Panthera atrox                                                                                          |
|  | |
|  | †Panthera youngi                                                                                         |
|  | |

|  | †Panthera spelaea |
|  |                   |
|  | †Panthera atrox   |
|  |                   |
|  | †Panthera youngi  |
|  |                   |

|  | †Panthera fossilis                                                                                       |
|  | |
|  | \| \| †Panthera spelaea \| \| \| \| \| \| †Panthera atrox \| \| \| \| \| \| †Panthera youngi \| \| \| \| |
|  | |
|  | †Panthera spelaea                                                                                        |
|  | |
|  | †Panthera atrox                                                                                          |
|  | |
|  | †Panthera youngi                                                                                         |
|  | |

|  | †Panthera spelaea |
|  |                   |
|  | †Panthera atrox   |
|  |                   |
|  | †Panthera youngi  |
|  |                   |

|  | †Panthera fossilis                                                                                       |
|  | |
|  | \| \| †Panthera spelaea \| \| \| \| \| \| †Panthera atrox \| \| \| \| \| \| †Panthera youngi \| \| \| \| |
|  | |
|  | †Panthera spelaea                                                                                        |
|  | |
|  | †Panthera atrox                                                                                          |
|  | |
|  | †Panthera youngi                                                                                         |
|  | |

|  | †Panthera spelaea |
|  |                   |
|  | †Panthera atrox   |
|  |                   |
|  | †Panthera youngi  |
|  |                   |

|  | †Panthera fossilis                                                                                       |
|  | |
|  | \| \| †Panthera spelaea \| \| \| \| \| \| †Panthera atrox \| \| \| \| \| \| †Panthera youngi \| \| \| \| |
|  | |
|  | †Panthera spelaea                                                                                        |
|  | |
|  | †Panthera atrox                                                                                          |
|  | |
|  | †Panthera youngi                                                                                         |
|  | |

|  | †Panthera spelaea |
|  |                   |
|  | †Panthera atrox   |
|  |                   |
|  | †Panthera youngi  |
|  |                   |

|  | †Panthera fossilis                                                                                       |
|  | |
|  | \| \| †Panthera spelaea \| \| \| \| \| \| †Panthera atrox \| \| \| \| \| \| †Panthera youngi \| \| \| \| |
|  | |
|  | †Panthera spelaea                                                                                        |
|  | |
|  | †Panthera atrox                                                                                          |
|  | |
|  | †Panthera youngi                                                                                         |
|  | |

|  | †Panthera spelaea |
|  |                   |
|  | †Panthera atrox   |
|  |                   |
|  | †Panthera youngi  |
|  |                   |

|  | †Panthera fossilis                                                                                       |
|  | |
|  | \| \| †Panthera spelaea \| \| \| \| \| \| †Panthera atrox \| \| \| \| \| \| †Panthera youngi \| \| \| \| |
|  | |
|  | †Panthera spelaea                                                                                        |
|  | |
|  | †Panthera atrox                                                                                          |
|  | |
|  | †Panthera youngi                                                                                         |
|  | |

|  | †Panthera spelaea |
|  |                   |
|  | †Panthera atrox   |
|  |                   |
|  | †Panthera youngi  |
|  |                   |

|  | †Panthera fossilis                                                                                       |
|  | |
|  | \| \| †Panthera spelaea \| \| \| \| \| \| †Panthera atrox \| \| \| \| \| \| †Panthera youngi \| \| \| \| |
|  | |
|  | †Panthera spelaea                                                                                        |
|  | |
|  | †Panthera atrox                                                                                          |
|  | |
|  | †Panthera youngi                                                                                         |
|  | |

|  | †Panthera spelaea |
|  |                   |
|  | †Panthera atrox   |
|  |                   |
|  | †Panthera youngi  |
|  |                   |

## Опис
Јагуар је компактна и мишићава животиња. То је највећа мачка пореклом из Америке и трећа по величини на свету, већи су само тигар и лав. У раменима је висок од 57 до 81 центиметара. Његова величина и тежина значајно варирају у зависности од пола и региона: тежине у већини региона су обично у распону од 56 до 96 kg. Забелеежено је да изузетно велики мужјаци теже чак 158 kg. Најмање женке су из Средње Америке и теже око 36 kg. Полно је диморфан, при чему су женке обично 10—20% мање од мужјака. Дужина од носа до основе репа варира од 1,12 до 1,85 м. Реп је дугачак од 45 до 75 cm и најкраћи је од било које велике мачке. Његове мишићаве ноге су краће од ногу других врста  са сличном телесном тежином.
Величина има тенденцију повећања од севера ка југу. Јагуари у резервату биосфере Чамела-Куиксама на пацифичкој обали централног Мексика тежили су око 50 килограма. Јагуари у Венецуели и Бразилу су много већи, са просечном тежином од око 95 kg код мужјака и од 56 до 78 kg код женки.
Крзно јагуара варира од бледо жуте до жуте или црвенкастожуте, са беличастом доњом страном и прекривена црним мрљама. Пеге и њихови облици варирају: са стране постају розете које могу садржати једну или више тачака. Тачке на глави и врату су углавном испуњене, као и оне на репу гдје се могу спојити и формирати траке при крају и створити црни врх. Издужене су на средини леђа, често се спајају и стварају средњу пругу, а на стомаку су мрље. Ови узорци служе као камуфлажа у областима са густом вегетацијом и шареним сенкама. Јагуари који живе у шумама често су тамнији и знатно мањи од оних који живе на отвореним површинама, вероватно због мањег броја крупног, биљоједног плена у шумским срединама.
Јагуар веома подсећа на леопарда, али је генерално робуснији, са здепастијим удовима и четвртастијом главом. Розете на крзну јагуара су веће, тамније, мањег броја и дебљих линија, са малом тачком у средини. Има снажне чељусти са трећим најснажнијим угризом од свих мачака, после тигра и лава. Просечна снага загриза на врху очњака је 887,0 N и коефицијент силе загриза на врху очњака је 118,6. Јагуар од 100 kg може да угризе силом од 4939 kN са очњацима и 6922 kN у карнасијалном зарезу.

### Варијације боје
Меланистички јагуари су познати и као црни пантери. Црни морф је ређи од пегавог. Црни јагуари су документовани у Средњој и Јужној Америци. Меланизам код јагуара је узрокован делецијама у гену меланокортинског 1 рецептора и наслеђен је преко доминантног алела. Црни јагуари се јављају у већој густини у тропским кишним шумама и актвинији су током дана. То сугерише да меланизам обезбјеђује камуфлажу у густој вегетацији са високим освјетљењем.
Камера у планинама Западног Сијера Мадреа фотографисала је 2004. првог документованог црног јагуара у северном Мексику. Црни јагуари су такође фотографиани у биолошком резервату Алберто Мануел Бренес у Костарики, у планинама Кордиљера де Таламанка, у Националном парку Барбиља и у источној Панами.

## Распрострањеност и станиште
Према податку из 1999. историјски домет јагуара на прелазу у 21. век процењен је на 19 милиона километара квадратних, на потезу од југа Сједињених Америчких Држава преко Централне Америке до јужне Аргентине. На прелазу у 21. век, укупан домет станишта јагуара се смањио на око 8.750.000 километара квадратних, при чему је већина губитка територије јагуара била на југу САД, северном Мексикку, северном Бразилу и јужној Аргентини. Садашњи распон територија јагуара се протеже од Мексика преко Централне Америке до Јужне Америке Перу, укључујући Белизе, Гватемалу, Хондурас, Никарагву, Костарику, посебно на полуострву Оса, Панама, Колумбију, Венецуелу, Гвајану, Суринам, Француску Гвајану, Еквадор, Перу, Парагвај и Аргентину. Сматра се да је врста изумрела у Салвадору и Уругвају.
Јагуар преферира густе шуме и обично насељава суве листопадне шуме, тропске и суптропске влажне широколисне шуме, прашуме и водене шуме Централној и Јужној Америци; отворене, сезонски поплављене мочваре, суве травњаке и кроз историју је такође живео у храстовим шумама у Сједињеним Америчким Државама. Јагуари су примећени и на надморским висинама до 3.800 метара али генерално избегавају планинске шуме. Врсти погодују речна станишта и мочваре са густом вегетацијом. У шумама Маја у Мексику и Гватемали, 11 јагуара са џи-пи-ес огрлицом преферирало је неометано густо станиште удаљено од путева; женке су избегавале чак и подручја са ниским нивоом људске активности, док су мужјаци изгледали мање узнемирени густином људске популације. Млади мужјак јагуара такође је забележен у полусушној Сијера де Сан Карлос.

### Ранија распрострањеност
У 19. веку, јагуар је још увек виђен на реци Норт Плат 38-80 километара северно од врха Лонгс у Колораду, у приобалној Луизијани, северној Аризони и Новом Мексику. У Калифорнији је познато више верификованих зоолошких извештаја о јагуару, два чак на северу до Монтереја 1814. и 1826. године. Једини запис о активној јазбини јагуара са одраслима и мачићима који се размножавају у Сједињеним Америчким Државама био је у планинама Техачапи у Калифорнији пре 1860. Јагуар је опстао у Калифорнији до око 1860. Последњи потврђени јагуар у Тексасу упуцан је 1948. године, 4.8 километара југоисточно од Кингсвила, Тексас. У Аризони, женка је упуцана у Белим планинама 1963. године. До касних 1960-их сматрало се да је јагуар истјебљен у Сједињеним Америчким Државама. Аризона је забранила лов на јагуаре 1969. године, али до тада није остала ниједна женка, а током наредних 25 година само су два мужјака виђена и убијена у истој држави. Током 1996, ранчер и ловачки водич из Дагласа, Аризона, наишали су на јагуара у планинама Пелонсиљо и постали су истраживачи врсте; постављали су камере за трагове, које су снимиле још четири јагуара.

## Понашање и екологија
Јагуар је највише активан током ноћи и у сумрак. Међутим, јагуари који живе у густим шумама Амазонске прашуме и Пантанала углавном су активни дању, док су јагуари у Атлантској шуми првенствено активни ноћу. Образац активности јагуара се поклапа са активностима његовог главног плена. Јагуари су добри пливачи, играју се и лове у води, можда чак и више од тигрова. Забележено је како се крећу између острва и обале. Јагуари су такође добри у пењању на дрвеће, али то чине ређе од пума.

#### Улога у екосистему
Одрасли јагуар је врхунски или алфа грабљивац, што значи да је на врху ланца исхране и да не представља плен у дивљини. Јагуар је такође назван кључном врстом, јер се претпоставља да контролише нивое популације плена као што су биљоједи и сисари који једу семење и на тај начин одржава структуру шумских система. Међутим, рад на терену је показао да ово може бити природна разноврсност, а да повећање популације можда неће бити одрживо. Дакле, хипотезу о кључним предаторима не прихватају сви научници.
Јагуар је у сродству са пумом. У централном Мексику, обоје лове белорепог јелена, који чини 54% и 66% њиховог плена. У северном Мексику, јагуар и пума деле исто станиште, а њихова исхрана се преклапа у зависности од доступности плена. Чини се да јагуари више воле јелене и телад. У Мексику и Централној Америци, нити једна од две мачке се не сматра доминантним грабљивцем. У Јужној Америци, јагуар је већи од пуме и настоји да узме већи плен, обично преко 22 килограма. Плен пуме обично тежи између 2 и 22 килограма, што се сматра као разлог за њену мању величину у односу на јагуара. Ова ситуација може бити од користи за пуму. Њена шира ниша плена, укључујући способност да узме мањи плен, може јој дати предност у односу на јагуара на местима која је изменио човек.

#### Лов и исхрана
Јагуар је обавезни месождер и за своје потребе за хранљивим материјама зависи искључиво од меса. Анализа 53 студије које су пратиле исхрану јагуара открила је да се тежина његовог плена креће од 45 до 85 килограма, при чему су најчешћи плен капибара и џиновски мравојед. Уколико су доступни, јагуар ће ловити и мочварне јелене, јужну тамандуу, пекарију и црног агутија. У плавним подручјима, јагуари опортунистички лове гмизавце као што су корњаче и кајмани. Чини се да јагуар највише једе гмизавце у поређењу са другим великим мачкама. Забележено је да се једна удаљена популација у бразилском Пантаналу првенствено храни воденим гмизавцима и рибом. Јагуар такође лови стоку у областима за узгој стоке где нема дивљег плена. Потреба за дневним уносом хране код јагуара у заточеништву тежине 34 килограма процењена је на 14 килограма меса.
Снага угриза јагуара му омогућава да пробије оклоп амазонске речне корњаче са жутим пегама и жутоноге корњаче. Користи необичну методу убијања: он сисарима задаје смртоносни ударац тако што их угризе директно кроз лобању између ушију до самог мозга. Убија капибару тако што јој пробија очњаке кроз темпоралне кости лобање, ломи њен зигоматски лук и мандибулу и продире у мозак, често кроз уши. Претпоставља се да је то прилагођавање како би јагуар отворио корњачин оклоп; оклопни гмизавци су можда чинили богату базу плена за јагуара након изумирања у касном плеистоцену. Међутим, ово је спорно, пошто чак и у областима где јагуари лове гмизавце, пре ће посегнути за сисарима, него за гмизавцима, којих има у изобиљу.
Између октобра 2001. и априла 2004, 10 јагуара је праћено у јужном Пантаналу. У сушној сезони од априла до септембра, убијали су плен у распонима од једног до седам дана; и у распону од једног до 16 дана у влажној сезони од октобра до марта.
Јагуар користи стратегију ухођења и заседе када лови уместо да јури плен. Мачка ће полако ходати шумским стазама, ослушкивати и вребати плен пре него што појури или нападне плен из заседе. Јагуар напада из заклона и обично из мртвог угла његове мете брзим скоком; Како аутохтони народи тако и истраживачи на терену сматрају да је јагуаров напад из заседе скоро без премца у животињском царству и вероватно производ његове улоге врхунског предатора у неколико различитих окружења. Заседа може укључивати скакање у воду за пленом, пошто је јагуар прилично способан да понесе крупан плен док плива; његова снага је таква да лешеве величине јуница може да одвуче на дрво како би избегао поплаве. Након што убије плен, јагуар ће одвући лешину у шикару или неко друго осамљено место. Почиње да се храни од врата и груди плена, потом прелази на срце, плућа и касније рамена.

#### Социјализација
Јагуари углавном живе изловано, осим женки са младунцима. Године 1977. групе које су се састојале од мужјака, женке и младунаца и две женке са два мужјака примећене су неколико пута у области истраживања у долини реке Парагвај. У неким областима, мужјаци могу формирати групе које заједно обележавају, бране и нападају територије, проналазе и паре се са истим женкама и заједно траже и деле плен. Женка са радио огрлицом кретала се у распону од 25 до 38 квадратних километара, који се делимично преклапао са другом женком. Распон мужјака у овој области истраживања преклапао се са неколико женки.
Јагуар користи трагове стругања, урин и измет да означи своју територију. Величина станишта зависи од нивоа крчења шума и густине људске популације. Станишта женки варирају од 15.3 квадратна километра у Пантаналу до 53.6 квадратних километара, а у Атлантској шуми Амазона станишта обухватају 233.5 квадратних километара. Станишта мужјака јагуара варирају од 25 квадратних километара у Пантаналу преко 180.3 квадратних километара у Атлантској шуми Амазона па све до 807.4 квадратна километра у Сераду. Студије које су користиле ГПС телеметрију 2003. и 2004. године откриле су густину од само шест до седам јагуара на 100 километра у региону Пантанал, у поређењу са 10 до 11 користећи традиционалне методе; ово сугерише да широко коришћене методе узорковања могу повећати стварни број јединки у датој области узорковања. Борбе између мужјака се дешавају, али су ретке, а понашање избегавања је примећено у дивљини. У једној мочварној популацији са слабијим територијалним границама и већом социјалном близином, одрасле јединке истог пола су толерантније једни према другима и пријатељски су настројени.
Јагуар риче како би комуницирао на даљину; Ова вокализација је описана као „промукла“. Јединке фркћу када се поздрављају, током удварања или мајка која теши своје младунчад. Овај звук је описан као фрктање ниског интензитета, вероватно намењено да сигнализира смиреност и пасивност.

#### Репродукција и животни циклус
У заточеништву је забележено да женка јагуара достиже полну зрелост у доби од око 2,5 године. Еструс траје 7-15 дана са циклусом еструса од 41,8 до 52,6 дана. Током еструса, она испољава повећану активност са котрљањем и продуженом вокализацијом. Трудноћа траје од 91 до 111 дана. Мужјак је полно зрео у доби од три до четири године. Генерацијско време јагуара је 9,8 година.
У Пантаналу је примећено да парови који се размножавају остају заједно до пет дана. Женке су имале једно до два младунца. Младунци се рађају са затвореним очима, али их отварају након две недеље. Младунци се одвајају у доби од три месеца, али остају у јазбини шест месеци пре него што оду да прате своју мајку у лову. Јагуари остају са својим мајкама до две године. Чини се да ретко живе дуже од 11 година, али јединке у заточеништву могу живети 22 године.
Године 2001. мужјак јагуара је убио и делимично појео два младунца у Националном парку Емас. ДНК тестирање очинства узорака крви показало је да је мужјак отац младунаца. Још два случаја чедоморства су документована у северном Пантаналу 2013. Да би се одбранила од чедоморства, женка може сакрити своје младунце и одвратити мужјака удварањем.

#### Напади на људе
Шпански конквистадори су се плашили јагуара. Према Чарлсу Дарвину, аутохтони народи Јужне Америке изјавили су да људи не морају да се плаше јагуара све док има капибара у изобиљу. Први званични запис о томе да је јагуар убио човека у Бразилу датира из јуна 2008. Већина познатих напада на људе десила се када је јагуар био сатеран у ћошак или рањен.

## Претње
Јагуару прети губитак и фрагментација станишта, илегално убијање у знак одмазде за убијањее стоке и илегалну трговина деловима тела јагуара. На Црвеној листи ИУЦН-а је од 2002. године наведен као скоро угрожен, пошто је популација јагуара вероватно опала за 20–25% од средине 1990-их. Крчење шума представља велику претњу јагуару на целом његовом подручју. Губитак станишта био је најбржи у сушнијим регионима као што су аргентинске пампе, сушни травњаци Мексика и југозападне Сједињене Америчке Државе.
Године 2002. процењено је да је домет јагуара опао на око 46% почетком 20. века. Године 2018. процењено је да је домет распрострањености јагуара у 20. веку опала за 55%. Једино преостало упориште је амазонска прашума, регион који убрзано нестаје крчењем шума. Између 2000. и 2012. године, губитак шума у подручју јагуара износио је 83.759 километара квадратних, при чему се фрагментација повећава посебно у просторима између јединица за очување Јагуара (ЈЦУ). До 2014. изгубљене су директне везе између две ЈЦУ у Боливији, а две ЈЦУ у северној Аргентини постале су потпуно изоловане због крчења шума.
У Мексику, јагуар је првенствено угрожен криволовом. Станиште јагуара је фрагментирано у северном Мексику, у Мексичком заливу и на полуострву Јукатан, узроковано променама у коришћењу земљишта, изградњом путева и туристичке инфраструктуре. У Панами је 220 од 230 јагуара убијено у одмазди за убијање стоке, у периоду између 1998. и 2014. У Венецуели, јагуар је истребљен у око 26% свог домета у земљи, од 1940. године, углавном у сувим саванама и непродуктивном шикару у североисточном региону Анзоатеги. У Еквадору, јагуару прети смањена доступност плена у областима у којима је ширење путне мреже олакшало приступ ловацима у шуме. У атлантским шумама Алто Парана убијено је најмање 117 јагуара у Националном парку Игуасу и суседној провинцији Мисионес између 1995. и 2008. Поједини Афро-Колумбијци у колумбијском департману Чоко лове јагуаре ради конзумирања и продаје меса. Између 2008. и 2012. године сточари у централном Белизеу су убили најмање 15 јагуара.
Међународна трговина кожама јагуара доживела је велики пораст између краја Другог светског рата и раних 1970-их. Значајан пад догодио се 1960-их, пошто је више од 15.000 јагуара годишње убијано због њихове коже само у бразилској Амазонији; трговина кожама јагуара се смањила од 1973. године када је донета Конвенција о међународној трговини угроженим врстама. Анкете интервјуа са 533 особе у северозападном боливијском Амазонији откриле су да су локалци убијали јагуаре из страха, одмазде и ради трговине. Између августа 2016. и августа 2019. године, коже и делови тела јагуара виђени су на продају на туристичким пијацама у перуанским градовима Лима, Икитос и Пукаља. Сукоб између људи и дивљих животиња, опортунистички лов и лов на трговину на домаћим тржиштима кључни су покретачи убијања јагуара у Белизеу и Гватемали. Извештаји о заплени показују да се трговало са најмање 857 јагуара између 2012. и 2018. године, укључујући 482 само у Боливији; У Кини је заплењен 31 јагуар. Између 2014. и почетка 2019. заплењено је 760 очњака јагуара који су пореклом из Боливије и били су намењени кинеском тржишту. Тајне истраге откриле су да кријумчарење делова тела јагуара воде кинески становници у Боливији.

## Заштита
Јагуар је наведен у оквиру Конвенција о међународном промету угрожених врста дивље флоре и фауне, што значи да је забрањена сва међународна комерцијална трговина јагуарима или деловима тела животиње. Лов на јагуаре је забрањен у Аргентини, Бразилу, Колумбији, Француској Гвајани, Хондурасу, Никарагви, Панами, Парагвају, Суринаму, Сједињеним Државама и Венецуели. Лов на јагуаре је ограничен у Гватемали и Перуу. У Еквадору је забрањен лов на јагуаре, а класификован је као угрожена врста у ризику да изумре. У Гвајани је јагуар заштићена угрожена врста а сав лов је илегалан.
У Белизеу је 1986. године основано уточиште за дивље животиње Кокскомб Бејасин као прво заштићено подручје на свету, са циљем да очува популацију јагуара.

### Јединице за очување јагуара
Године 1999. научници из 18 земаља у којима су присутне јединке јагуара одредили су најважнија подручја за дугорочно очување јагуара на основу статуса броја врсте, стабилног приступа плену и квалитета станишта. Ове области, назване „Јединице за очување Јагуара“ (JCU), довољно су велике за најмање 50 јединки које се размножавају и крећу се у величини од 566 to 67.598 km2 (219 to 26.100 sq mi); Одређено је 51 ЈЦУ у 36 географских региона укључујући:
- Западни Сијера Мадре и Сиера де Тамаулипас у Мексику
- Тропске шуме Селва Маја које се простиру преко Мексика, Белизеа и Гватемале
- Влажне шуме Чоко-Даријен од Хондураса и Панаме до Колумбије
- Венецуелански Љанос
- Северни басен Сераду и Амазонију у Бразилу
- Тропски Анди у Боливији и Перуу
- Провинција Мисионес у Аргентини

Оптималне руте кретања између простора где живе јагуари утврђени су током 2010. широм простора на којем врста живи, како би се имплементирали коридори за дивље животиње који повезују ЈЦУ. Ови коридори представљају подручја са најкраћом раздаљином између популација које се размножавају и представљају низак ризик од смртности. Обухватају површину од 2.600.000 km2 (1.000.000 sq mi)  и дужине су од 3 to 1.102 km (1,9 to 684,8 mi) у Мексику и Централној Америци и са 48.914 to 1.607 km (30.394 to 999 mi) у Јужној Америци. Сарадња са локалним земљопоседницима и општинским, државним или савезним властима је од суштинског значаја за одржавање повезаних популација и спречавање фрагментације у оквиру утвђрених ЈЦУ и коридора. Седам од 13 коридора у Мексику функционише са ширином од најмање 1.425 km (885 mi) и дужине не веће од 320 km (200 mi). Остали коридори могу отежати пролаз, јер су ужи и дужи.
У августу 2012. године, Агенција за рибу и дивље животиње Сједињених Америчких Држава издвојила је 3.392,20 километара квадратних у Аризони и Новом Мексику за заштиту јагуара. План опоравка јагуара објављен је у априлу 2019. у којем се сматра да међудржавна цеста 10 (ен. Interstate 10) чини северну границу јединице за опоравак јагуара у Аризони и Новом Мексику.
У Мексику је национална стратегија очувања развијана од 2005. године и објављена 2016. Популација мексичког јагуара порасла је са процењених 4.000 јединки у 2010. на око 4.800 јединки у 2018. Ово повећање се тумачи као позитиван ефекат преузетих мера заштите које су спроведене у сарадњи са владиним и невладиним институцијама и власницима земљишта.

### Приступи
Приликом успостављања заштићених резервата, напори генерално такође морају бити усмерени на околна подручја, јер је мало вероватно да ће се јагуари ограничити на границе заштићеног подручја, посебно ако се популација повећава. Ставови становништва у областима које окружују резервате и закони и прописи за спречавање криволова су од суштинског значаја да би заштићена подручја остваривала своју функцију.
За процену величине популације у одређеним областима и за праћење појединачних јагуара, користе се камера и телеметрија, а измет јагуара се тражи помоћу паса за откривање како би се проучавало здравствено стање и исхрана јагуара.
Тренутни напори за очување јагуара често се фокусирају на едукацију власника ранчева и промоцију екотуризма.
Професионалци у области заштите природе у Мексику и Сједињеним Америчким Државама успоставили су Резерват северног јагуара који се протеже на површини од 23.000 хектара у северном Мексику. Залагање за поновно увођење јагуара у његов ранији хабитус у Аризони и Новом Мексику је поткрепљено документацијом о природним миграцијама појединачних јагуара у јужним крајевима обе државе, скорашњем истребљивању са тих подручја због активности људи и аргументима који подржавају биодиверзитет, еколошка, људска и практична разматрања.

## У култури и митологији
У претколумбовској Америци, јагуар је био симбол моћи и снаге. У Андима, култ јагуара који је ширила рана култура Чавина постао је прихваћен у већем делу данашњег Перуа
До 900. године пре нове ере. Каснија култура Моче у северном Перуу користила је јагуара као симбол моћи у многим керамичким предметима. У религији Муиска у Атиплано Цундибоиаценсе, јагуар се сматрао светом животињом, а људи су се облачили у кожу јагуара током верских ритуала. Кожама се трговало са народима у оближњем региону Оринокиа. Име владара конфедерације Муиске, Немекуене, изведено је из речи nimi и kuine језика Чибча, што значи „сила јагуара”.
На полуострву Јукатан у Веракрузу и Табаску пронађене су скулптуре са мотивима „олмечких јагуара“, које приказују јагуаре са полуљудским лицима. У цивилизацији Маја, јагуар је био познат као balam или bolom на многим језицима Маја. Коришћен је да означи ратнике и елитну класу јер су храбри, жестоки и јаки. Јагуар је био довођен у везу са подземним светом и сунбик јагуара је коришћен за украшавање гробница и посуда за погребне обичаје.
Астечка цивилизација је јагуара звала ocelotl и сматрала га је краљем животиња. Веровало се да је жесток и храбар, али и мудар, достојанствен и пажљив. Војска је имала две класе ратника, ратнике ocelotlа или јагуара и ратнике kuahtli или ратнике орла и сваки је био обучен тако да изгледа као животиња по којој су названи. Поред тога, припадници највише класе (краљевска породица и племство) су се облачили у коже јагуара. Јагуар се сматрао тотемском животињом моћних божанстава Тескатлипоке и Тепејолотла.
Огрлица од шкољке која приказује јагуара пронађена је у тумулусу у округу Бентон, Мисури. Огрлица приказује равномерно урезане линије и мери 104 са 98 милиметара. Цртежи на стенама које су направили Хопи, Анасази и Пуебло широм пустињских и чапаралних региона америчког југозапада показују јасно уочену мачку, вероватно јагуара, јер је приказана знатно већа од оцелота.
Јагуар се такође користи као симбол у савременој култури. Јагуар је национална животиња Гвајане и представљена је на грбу Гвајане.